# Villeneuve-d’Amont
Villeneuve-d’Amont település Franciaországban, Doubs megyében. Lakosainak száma 221 fő (2022. január 1.). Villeneuve-d’Amont Crouzet-Migette, Dournon, Sainte-Anne, Gevresin, Levier, Villers-sous-Chalamont és Arc-sous-Montenot községekkel határos.

## Népesség
A település népessége az elmúlt években az alábbi módon változott:
| Lakosok száma | 268  | 214  | 257  | 271  | 262  | 254  | 235  | 227  | 223  | 221  |
|               | 1968 | 1982 | 1990 | 2006 | 2013 | 2015 | 2017 | 2019 | 2020 | 2022 |